# Vigna membranacea
Vigna membranacea är en ärtväxtart som beskrevs av Achille Richard. Vigna membranacea ingår i släktet vignabönor, och familjen ärtväxter.

## Underarter
Arten delas in i följande underarter:
- V. m. caesia
- V. m. hapalantha
- V. m. macrodon
- V. m. membranacea